# Barney Martin
Barney Martin, född 3 mars 1923 i Queens i New York, död 21 mars 2005 i Studio City norr om Los Angeles, var en amerikansk skådespelare och polisman. Han var mest känd för att spela Morty Seinfeld (Jerry Seinfelds far) i tv-serien Seinfeld.